# Laila Schou Nilsen
Laila Schou Nilsen (født 18. marts 1919 i Vestre Aker, død 30. juli 1998 i Oslo) var en norsk skøjteløber, alpin skiløber, tennisspiller, håndboldspiller mv. Hun vandt i alt 101 norske mesterskaber inden for de forskellige sportsgrene, hun var aktiv i.

## Hurtigløb på skøjter
Laila Schou Nilsen vandt som blot 15-årig et uofficielt verdensmesterskab på Frogner Stadion i Stockholm i 1935, hvilket hun fulgte op med officielle VM-titler i 1937 i Davos og i 1938 i Oslo. Under VM i Davos 30.-31. januar 1937 vandt hun som syttenårig alle fire distancer og satte fire verdensrekorder (500 m, 1000 m, 3000 m og 5000 m). Rekorden på 500 m (46,4) holdt helt til den blev slået af Tamara Rylova på Medeo-banen i Alma-Ata i 1955. Nilsen besad også verdensrekorden på 1500 m frem til 1950.
Laila Schou Nilsen blev norgesmester i hurtigskøjteløb i 1935, 1937, 1939 og 1940.

## Alpint skiløb
Eftersom hurtigløb på skøjter ikke var en OL-disciplin for kvinder i 1936, valgte Nilsen at satse på alpint skiløb for at komme til vinter-OL i Garmisch-Partenkirchen i Tyskland. Her vandt hun bronze i kombinationsløbet efter at have vundet styrtløbs-delen af konkurrencen. Hun vandt senere ti norske mesterskaber i alpint skiløb fordelt over kombination (tre), slalom (tre) og styrtløb (fire).

## Tennis
Nilsen vandt mellem 1937 og 1961 85 norske mesterskaber i tennis. Ud over 12 udendørs single-mesterskaber vandt hun en række mesterskaber i damedouble, mixed double og for hold.

## Håndbold
Nilsen var som håndboldspiller med til at vinde fire norske mesterskaber for Grefsen IL og hun nåede 12 landskampe for Norge.

## Motorsport
Fra 1961 til 1964 deltog Nilsen fire gange i Rally Monte Carlo.